# Besnate
Besnate est une commune italienne de la province de Varèse dans la région Lombardie en Italie.

## Toponyme
Provient du nom latin Bessenus (ou gaulois Bissunus) avec l'ajout du suffixe -ate. 

## Administration
| Période                                  | Période  | Identité       | Étiquette | Qualité |
| ---------------------------------------- | -------- | -------------- | --------- | ------- |
| 08/06/2009                               | En cours | Donata Bordoni |           | docteur |
| Les données manquantes sont à compléter. |          |                |           |         |

### Hameaux
Buzzano, Centenate, Monte Martino, Geretta, C. Berra, C. Montaccio, C.na Ronchetti, C.na Gaggio, C.na Laghetto, C.na Mora, Lagozza